# USS Atlanta (CL-51)
USS Atlanta (CL-51) là một tàu tuần dương hạng nhẹ của Hải quân Hoa Kỳ, là chiếc dẫn đầu của lớp tàu tuần dương Atlanta từng phục vụ trong Chiến tranh Thế giới thứ hai. Nó là chiếc tàu chiến thứ ba của Hải quân Mỹ được đặt cái tên này, theo tên thành phố Atlanta thuộc tiểu bang Georgia; lớp tàu này được thiết kế để cung cấp sự bảo vệ phòng không cho các đội đặc nhiệm hải quân. Atlanta đã phục vụ dưới vai trò này trong các trận Midway và Đông Solomons, và đã bị đánh chìm trong một hoạt động tác chiến ban đêm vào ngày 13 tháng 11 năm 1942, trong trận Hải chiến Guadalcanal. Atlanta được tặng thưởng danh hiệu Đơn vị Tuyên dương Tổng thống, cùng với năm Ngôi sao Chiến trận do thành tích phục vụ trong Thế chiến II.

## Thiết kế và chế tạo

### Thiết kế
Là chiếc mở đầu của một lớp tàu mới, toàn bộ dàn pháo chính 5 in (127 mm) của Atlanta là những khẩu pháo đa dụng (DP: dual-purpose), có thể sử dụng chống lại cả mục tiêu trên không lẫn trên mặt, bắn được đầu đạn pháo công phá, đạn xuyên thép và đạn kíp nổ tiếp cận chống máy bay. Ngoài ra, lớp Atlanta cũng là lớp tàu tuần dương Mỹ duy nhất trong Thế chiến II được trang bị ống phóng ngư lôi.
Những chiếc trong lớp Atlanta có vỏ giáp yếu, khiến chúng trở thành những hạm tàu nổi chiến đấu kém so với tàu tuần dương hạng nhẹ tiêu biểu. Ở góc độ vũ khí, lớp Atlanta gần giống một tàu khu trục, khi được trang bị cỡ pháo 5 in (130 mm) thay vì 6 in (152 mm) trên một tàu tuần dương hạng nhẹ; nhưng với chiều dài trên 500 ft (150 m) kết hợp với dàn pháo chính đến 16 khẩu 5 in (127 mm) (giảm xuống còn 12 đối với những chiếc trễ hơn trong lớp), chúng được xem là những tàu tuần dương hạng nhẹ, trong khi tàu khu trục tiêu biểu vào thời đó chỉ mang năm hoặc sáu khẩu pháo 5 in (130 mm). Mặc dù có vỏ giáp yếu hơn so với tàu tuần dương hạng nhẹ, chúng vẫn có vỏ giáp dày hơn so với tàu khu trục, vốn được cho là được bảo vệ kém.

### Vũ khí trang bị
Atlanta được trang bị tám tháp pháo 5 in (130 mm) nòng đôi, bố trí trên một cấu hình độc đáo; gồm ba tháp pháo phía trước và ba tháp pháo phía sau ngay trên trục dọc và với chiều cao tăng dần theo kiểu bắn thượng tầng, cung cấp một dáng vẽ đối xứng với một khoảng trống trong cấu trúc thượng tầng; ngoài ra, phía sau còn có một tháp pháo mỗi bên mạn, lên tổng cộng 16 tháp pháo 5 inch. Góc bắn của các khẩu đội phía trước và phía sau giao nhau với một góc rất giới hạn, cho phép nó có một góc bắn 60° cho mọi tháp pháo bắn qua mạn, ngoài trừ các tháp pháo mạn. Vì Atlanta chỉ có thể xoay các khẩu pháo trong phạm vi góc bắn hẹp đó, khả năng đối đầu với các mục tiêu hạm nổi bị giới hạn. Dù sao, các góc bắn phù hợp lý tưởng để đối đầu máy bay, với tối thiểu sáu khẩu pháo sẵn sàng ở mọi góc độ.

### Chế tạo
Atlanta được đặt lườn vào ngày 22 tháng 4 năm 1940 bởi hãng Federal Shipbuilding and Drydock Co. tại Kearny, New Jersey. Con tàu được hạ thủy vào ngày 6 tháng 9 năm 1941, được đỡ đầu bởi nữ văn sĩ Margaret Mitchell, tác giả cuốn tiểu thuyết nổi tiếng Cuốn theo chiều gió. Nó được cho nhập biên chế tại Xưởng hải quân New York vào ngày 24 tháng 12 năm 1941 dưới quyền chỉ huy của hạm trưởng, Đại tá Hải quân Samuel P. Jenkins.

## Lịch sử hoạt động

### Các hoạt động ban đầu
Sau khi hoàn tất việc trang bị, Atlanta tiến hành chạy thử máy huấn luyện cho đến ngày 13 tháng 3 năm 1942, trước tiên là tại vịnh Chesapeake và sau đó tại vịnh Casco, Maine; sau đó nó quay lại Xưởng hải quân New York thực hiện các hiệu chỉnh và sửa chữa sau thử máy. Được đánh giá "sẵn sàng hoạt động xa" vào ngày 31 tháng 3, chiếc tàu tuần dương mới rời New York hướng đến vùng kênh đào Panama vào ngày 5 tháng 4, đi đến Cristobal vào ngày 8 tháng 4. Nó băng qua kênh đào và rời Balboa vào ngày 12 tháng 4 với nhiệm vụ trinh sát tìm mọi dấu hiệu hoạt động của đối phương tại đảo Clipperton, một đảo san hô cằn cỗi không có người ở cách 670 mi (1.080 km) về phía Tây Nam Acapulco, México, trên đường đi đến quần đảo Hawaii. Không phát hiện được gì, cuối cùng nó đến Trân Châu Cảng vào ngày 23 tháng 4.

### Trận Midway
Ngắt quãng giai đoạn ngắn lưu lại vùng biển Hawaii bằng một cuộc thực tập phòng không ngoài khơi Oahu vào ngày 3 tháng 5, Atlanta cùng với tàu khu trục McCall lên đường vào ngày 10 tháng 5 hộ tống cho các chiếc Rainier và Kaskaskia đi Nouméa, New Caledonia. Ngày 16 tháng 5, nó gia nhập Lực lượng Đặc nhiệm 16 dưới quyền chỉ huy của Phó Đô đốc William F. Halsey, được hình thành chung quanh các tàu sân bay Enterprise và Hornet, khi họ quay trở về Trân Châu Cảng. Đơn vị này được triệu hồi trở về vùng biển Hawaii để đối phó với một đòn tấn công của Nhật Bản sắp xảy ra về phía đảo san hô Midway, chúng về đến nơi vào ngày 26 tháng 5.
Atlanta lại lên đường cùng với Lực lượng Đặc nhiệm 16 vào sáng ngày 28 tháng 5. Trong những ngày tiếp theo, nó hộ tống các tàu sân bay khi chúng hoạt động về phía Tây Bắc Midway phòng ngừa sự xuất hiện của đối phương. Khi có báo cáo về sự xuất hiện của chúng ở phía Tây Nam vào sáng ngày 4 tháng 6, Atlanta lên đường hộ tống cho Hornet. Các phi đội từ các tàu sân bay Hoa Kỳ truy tìm lực lượng Nhật Bản, và trong ngày hôm đó, máy bay từ Yorktown và Enterprise tiêu diệt được bốn tàu sân bay Nhật, một tổn thất khó lòng bù đắp. Máy bay Nhật đã hai lần đánh trúng Lực lượng Đặc nhiệm 17, nên chúng gánh chịu toàn bộ sức ép của đối phương. Trong những ngày sau trận Midway, Atlanta tiếp tục nằm trong thành phần hộ tống của Lực lượng Đặc nhiệm 16 cho đến ngày 11 tháng 6, khi đơn vị này được lệnh quay trở về Trân Châu Cảng.
Về đến căn cứ vào ngày 13 tháng 6, ngoại trừ các đợt thực hành phòng không ngắn vào ngày 21 và 25–26 tháng 6, Atlanta ở lại trong cảng nhận đạn dược và tiếp liệu, cùng luân phiên trực chiến cho đến tháng 7 năm 1942. Được đưa vào ụ tàu ngày 2 tháng 7, nó hoàn tất việc bảo trì vào ngày 6 tháng 7, tiếp nối bằng một chương trình bận rộn thực hành tác xạ với mục tiêu giả và bắn phá bờ biển tại khu vực thực tập Hawaii.
Ngày 15 tháng 7 năm 1942, vẫn trong thành phần Lực lượng Đặc nhiệm 16, Atlanta lên đường đi Tongatapu. Thả neo tại Nuku’alofa, Tonga vào ngày 24 tháng 7, nơi nó tiếp nhiên liệu cho tàu khu trục Maury, và rồi nhận nhiên liệu từ chiếc Mobilube, chiếc tàu tuần dương khởi hành cuối ngày hôm đó và gia nhập Lực lượng Đặc nhiệm 16. Ngày 29 tháng 7, khi mọi việc được chuẩn bị nhằm vào việc chiếm đóng Guadalcanal được tiến hành, Atlanta được điều về Lực lượng Đặc nhiệm 61, hộ tống các tàu sân bay khi chúng tung ra các cuộc không kích hỗ trợ cho cuộc đổ bộ ban đầu vào ngày 7–8 tháng 8, Atlanta tiếp tục ở lại tại đây cho đến khi lực lượng tàu sân bay rút lui vào ngày 9 tháng 8. Trong nhiều ngày tiếp theo, nó hoạt động liên tục ngoài biển, được tiếp liệu khi cần thiết trong khi lực lượng đặc nhiệm hoạt động gần Solomons.

### Trận chiến Đông Solomons
Trong khi lực lượng Mỹ củng cố vị trí của họ tại Guadalcanal, nhu cầu cấp thiết phải tăng cường lực lượng đã khiến Đô đốc Nhật Bản Yamamoto Isoroku phải gửi Hạm đội Liên hợp về phía Nam để hỗ trợ cho một đoàn tàu vận tải lớn chuyển binh lính. Máy bay trinh sát Mỹ đã phát hiện lực lượng Nhật Bản vào sáng ngày 23 tháng 8. Với những báo cáo về việc đối phương xuất hiện về phía Tây Bắc, Enterprise và Saratoga tung máy bay của chúng ra truy tìm và tấn công, nhưng đã không thể phát hiện đối phương do thời tiết xấu, và chủ yếu là do phía Nhật, biết mình đã bị lộ diện, nên đã đổi hướng.
Suốt ngày 24 tháng 8, Atlanta nhận được báo cáo về hoạt động của đối phương, và đã hộ tống cho Enterprise khi chiếc tàu sân bay tung lực lượng của nó ra tấn công các tàu sân bay Nhật. Một máy bay trinh sát đối phương bị phát hiện lúc 13 giờ 28 phút đã khiến thủy thủ của Atlanta bước vào tình trạng trực chiến, kéo dài suốt 5 giờ rưỡi tiếp theo. Đến 15 giờ 30 phút, chiếc tàu tuần dương di chuyển với tốc độ 20 kn (23 mph; 37 km/h) khi Lực lượng Đặc nhiệm 16 đi theo hướng Bắc Tây Bắc nhằm "tiếp cận lực lượng tàu sân bay đối phương bị phát hiện". Lúc 16 giờ 37 phút, máy bay lạ xuất hiện, và Atlanta tăng tốc độ lên 25 kn (29 mph; 46 km/h); Enterprise tung một đội tấn công không lâu sau đó, hoàn tất việc phóng máy bay lúc 17 giờ 06 phút.
Cùng lúc đó, việc máy bay ném bom và máy bay tiêm kích đối phương từ các tàu sân bay Shōkaku và Zuikaku đang đến gần đã buộc lực lượng đặc nhiệm phải tăng tốc độ lên 27 kn (31 mph; 50 km/h). Không lâu sau khi Enterprise hoàn tất việc phóng máy bay của nó, máy bay đối phương, được Đại tá Jenkins ước lượng không ít hơn 18 chiếc máy bay ném bom bổ nhào Aichi D3A1 "Val", tiến đến từ hướng Bắc Đông Bắc lúc 17 giờ 10 phút. Trong 11 phút tiếp theo sau, các khẩu đội pháo 5 in (130 mm)/38 caliber, 1,1 in (28 mm)/75 caliber và Oerlikon 20 mm của Atlanta góp phần vào màn chắn phòng không cho Enterprise, trong khi chiếc tàu tuần dương hạng nhẹ theo sát mọi sự cơ động của Enterprise khi nó lẩn tránh các máy bay ném bom bổ nhào. Bất chấp hàng rào hỏa lực phòng không mạnh mẽ, Enterprise bị đánh trúng một quả bom cùng chịu một số thiệt hại do mảnh đạn của khoảng năm quả bom khác ném suýt trúng. Đại tá Jenkins sau đó báo cáo tàu của ông có thể đã bắn rơi năm máy bay tấn công.
Được điều sang Lực lượng Đặc nhiệm 11, Atlanta hoạt động cùng đơn vị này trong vài ngày tiếp theo, vốn được đổi tên thành Lực lượng Đặc nhiệm 61 vào ngày 30 tháng 8. Khi tàu sân bay Saratoga trúng phải ngư lôi phóng từ tàu ngầm Nhật I-26 vào ngày 31 tháng 8, chiếc tàu tuần dương đã hộ tống cho chiếc soái hạm trong khi tàu tuần dương hạng nặng Minneapolis kéo nó ra khỏi vùng nguy hiểm. Lực lượng cuối cùng về đến Tongatapu vào ngày 6 tháng 9, nơi Atlanta được bổ sung đạn dược và tiếp liệu từ chiếc tàu tuần dương New Orleans, rồi trải qua một giai đoạn nghỉ ngơi bảo trì.
Lên đường vào ngày 13 tháng 9, Atlanta hộ tống cho Lassen và Hammondsport vào ngày 15 tháng 9. Sau khi đưa chúng đến vịnh Dumbea, Nouméa, an toàn vào ngày 19 tháng 9, Atlanta được tiếp nhiên liệu, đạn dược và hàng tiếp liệu trước khi lại lên đường vào ngày 21 tháng 9 trong thành phần Đội đặc nhiệm 66.4. Trở thành một phần của Lực lượng Đặc nhiệm 17 vào ngày 23 tháng 9, chiếc tàu tuần dương hạng nhẹ được cho tách ra vào ngày hôm sau để cùng thiết giáp hạm Washington và các tàu khu trục Walke và Benham đi đến Tongatapu, đến nơi vào ngày 26 tháng 9.
Lên đường cùng với các con tàu trên vào ngày 7 tháng 10, Atlanta hộ tống các tàu vận tải hướng đến Guadalcanal trong các ngày 11–14 tháng 10 trước khi đi đến Espiritu Santo để được tiếp nhiên liệu vào xế trưa ngày 15 tháng 10. Được phân về Lực lượng Đặc nhiệm 64 dưới quyền Chuẩn đô đốc Willis A. Lee sau đó, chiếc tàu chiến lên đường vào chập tối cùng ngày hôm đó tiếp nối các hoạt động hỗ trợ cho những nỗ lực đang được tiến hành nhằm kiểm soát Guadalcanal. Quay trở về Espiritu Santo một thời gian ngắn để tiếp nhiên liệu, đạn dược và tiếp liệu, nó lại lên đường vào trưa ngày 23 tháng 10.
Hai ngày sau, khi một cuộc tấn công của Lục quân Nhật thất bại không thể đẩy lực lượng Mỹ khỏi Guadalcanal, Đô đốc Yamamoto một lần nữa gửi Hạm đội Liên hợp về phía Nam tìm cách vô hiệu hóa lực lượng hải quân Mỹ đang hỗ trợ cho lính Thủy quân Lục chiến trên đảo. Atlanta hoạt động trong thành phần Lực lượng Đặc nhiệm 64 cùng với Washington, các tàu tuần dương San Francisco và Helena cùng hai tàu khu trục, trong khi các lực lượng đối địch giao chiến với nhau trong Trận chiến quần đảo Santa Cruz vào ngày 26 tháng 10. Ngày hôm đó, Atlanta tuần tra phía sau nhóm tiếp nhiên liệu hỗ trợ cho hai lực lượng đặc nhiệm tàu sân bay Mỹ. Vào ngày 27 tháng 10, khi tàu ngầm Nhật I-15 tấn công Lực lượng Đặc nhiệm 64, lực lượng này đã cơ động với tốc độ cao rời khỏi khu vực.
Sáng ngày 28 tháng 10, Atlanta đón lên tàu Chuẩn đô đốc Norman Scott chuyển sang từ chiếc San Francisco, và nó trở thành soái hạm của Đội đặc nhiệm 64.2 vừa mới được thành lập. Sau khi được tiếp nhiên liệu từ Washington, được bốn tàu khu trục hộ tống, Atlanta hướng về phía Tây Bắc bắn phá các vị trí của quân Nhật trên đảo Guadalcanal. Đi đến vùng biển ngoài khơi Lunga Point vào sáng ngày 30 tháng 10, Atlanta đón các sĩ quan liên lạc Thủy quân Lục chiến lên tàu lúc 05 giờ 50 phút, rồi di chuyển về phía Tây, tiến hành nả pháo xuống Point Cruz lúc 06 giờ 29 phút trong khi các tàu khu trục tháp tùng đi theo đội hình hàng dọc phía sau. Không gặp phải sự kháng cự, Đội đặc nhiệm 64.2 hoàn thành nhiệm vụ và quay trở về Lunga Point, nơi các sĩ quan liên lạc rời tàu, và Atlanta cùng các tàu hộ tống tiếp tục đi đến Espiritu Santo, đến nơi vào xế trưa ngày 31 tháng 10.

### Trận hải chiến Guadalcanal

#### Hộ tống đoàn tàu vận tải
Được bốn tàu khu trục tháp tùng, Atlanta đã phục vụ như là soái hạm của Đô đốc Scott hộ tống các chiếc Zeilin, Libra và Betelgeuse đi đến Guadalcanal. Chiếc tàu tuần dương cùng các tàu tháp tùng tiếp tục bảo vệ các con tàu trên, mang tên Đội đặc nhiệm 62.4, khi chúng thả neo ngoài khơi Lunga Point vào ngày 12 tháng 11 chất dỡ binh lính tăng cường và hàng tiếp liệu.
Lúc 09 giờ 05 phút, đội đặc nhiệm được báo cáo về một lực lượng 9 máy bay ném bom và 12 máy bay tiêm kích đang tiến đến từ hướng Tây Bắc, sẽ bay đến khu vực lân cận lúc 09 giờ 30 phút. Lúc 09 giờ 20 phút, Atlanta dẫn đầu ba chiếc tàu phụ trợ di chuyển lên phía Bắc theo đội hình hàng dọc, trong khi các tàu khu trục bố trí thành vòng tròn chung quanh; 15 phút sau, 9 chiếc "Vals" từ tàu sân bay Hiyō xuất hiện từ đám mây bên trên Henderson Field, sân bay Hoa Kỳ trên đảo Guadalcanal. Các tàu chiến Mỹ nổ súng không lâu sau đó, dựng nên một hàng rào hỏa lực phòng không bắn rơi nhiều máy bay. Các tàu vận chuyển Zeilin, Libra và Betelgeuse, mục tiêu chính của cuộc tấn công, chỉ chịu những hư hại nhẹ do những quả bom ném suýt trúng, mặc dù Zeilin còn bị ngập nước đôi chút. Ba chiếc tàu phụ trợ quay trở lại vùng biển ngoài khơi Lunga Point ngay khi cuộc tấn công kết thúc để tiếp tục việc chất dỡ binh lính và hàng hóa.
Chỉ hơn một giờ sau đó, lúc 10 giờ 50 phút, Atlanta được tin tức về một cuộc không kích khác của Nhật đang đến gần; 15 phút sau, Atlanta lại hướng dẫn ba chiếc tàu phụ trợ đi lên phía Bắc cùng các tàu khu trục hộ tống vây quanh. Đối phương bao gồm 27 máy bay ném bom Mitsubishi G4M "Betty" cất cánh từ Rabaul, tiếp cận từ hướng Tây bên trên mũi Esperance theo một đội hình "chữ V" rộng. Các tàu khu trục nổ súng, nhưng mục tiêu ở quá xa và chúng ngừng bắn. Về phần những chiếc "Betty", chúng bỏ mặc các con tàu, tiếp tục hướng đến để ném bom xuống sân bay Henderson. Khi máy bay đối phương biến mất, Đội đặc nhiệm 62.4 tiếp nối công việc chất dỡ ngoài khơi Lunga Point.
Ngày 12 tháng 11, trong thành phần Lực lượng Đặc nhiệm 67 dưới quyền Chuẩn Đô đốc Daniel J. Callaghan trên soái hạm San Francisco, Atlanta tiếp tục ở lại ngoài khơi Lunga Point bảo vệ cho việc chất dỡ hàng tiếp liệu. Lúc khoảng 13 giờ 10 phút, nó nhận được cảnh báo 25 máy bay đối phương đang hướng đến Guadalcanal, sẽ bay đến khu vực phụ cận trong vòng 50 phút nữa. Chiếc tàu tuần dương truyền lệnh báo động trực chiến lúc 13 giờ 18 phút, "chuẩn bị để đánh trả không kích...."
Trong vòng sáu phút, Atlanta và các tàu chiến khác trong nhóm hỗ trợ hình thành nên đội hình bảo vệ chung quanh nhóm vận chuyển thuộc Đội đặc nhiệm 67.1, và hai nhóm cùng di chuyển về phía Bắc với vận tốc 15 kn (17 mph; 28 km/h). Khoảng 14 giờ 10 phút, trinh sát viên phát hiện lực lượng tấn công, bao gồm khoảng 25 máy bay ném bom hai động cơ "Bettys" vốn được tách thành hai nhóm sau khi vượt qua đảo Florida ở độ cao 25–50 ft (7,6–15,2 m). Juneau khai hỏa lúc 14 giờ 12 phút; Atlanta tiếp nối một phút sau đó, hướng các khẩu pháo của nó vào những chiếc máy bay đang hướng đến khoảng hở giữa San Francisco và tàu khu trục Buchanan. Atlanta cho là đã bắn rơi hai chiếc "Betty" ngay sau khi chúng phóng ngư lôi lúc khoảng 14 giờ 15 phút, chỉ ba phút trước khi đợt tấn công kết thúc. Khi chiếc máy bay Nhật cuối cùng bị bắn hạ, công việc chất dỡ tại các tàu vận chuyển và vận tải lại được tiếp tục. Một chiếc "Betty", bị hỏa lực phòng không bắn trúng, đã rơi vào phần cấu trúc thượng tầng phía sau của chiếc San Francisco, gây ra hư hại duy nhật của cuộc tấn công này.

#### Trận tấn công đêm
Tuy nhiên, cuộc không kích kết thúc đột ngột chỉ cho Atlanta và các tàu tháp tùng một khoảng nghỉ ngơi ngắn ngủi; rắc rối đến từ một hướng khác. Một lực lượng hạm tàu nổi Nhật Bản, bao gồm hai thiết giáp hạm, một tàu tuần dương và sáu tàu khu trục, được phát hiện đang tiến về phía Nam hướng đến Guadalcanal để bắn phá sân bay Henderson. Lực lượng hỗ trợ của Đô đốc Callaghan có nhiệm vụ "bảo vệ [các tàu vận tải và tàu chở hàng rút lui] chống lại cuộc tấn công của đối phương." Đội đặc nhiệm 67.4 rời Lunga Point vào khoảng 18 giờ 00 di chuyển về phía Đông ngang qua eo biển Sealark, bảo vệ cho việc triệt thoái của Đội đặc nhiệm TG 67.1. Một giờ trước nữa đêm, các con tàu của Callaghan đổi hướng về phía Tây.
Radar của Helena bắt được tín hiệu đối phương ở khoảng cách 26.000 yd (24.000 m). Khi khoảng cách thu ngắn, radar dò tìm mặt biển của Atlanta, rồi tiếp nối bởi radar tác xạ, cũng nhìn thấy các tàu đối phương. Chỉ thị của Đô đốc Callaghan chuyển hướng sang mạn trái lập tức gây nên những vấn đề, khi Atlanta phải ngoặc gấp sang mạn trái để tránh va chạm với một trong số bốn tàu khu trục đi đầu, chiếc này rõ ràng đã thực hiện một động tác "các con tàu sang mạn trái" thay vì "đội hình hàng dọc sang mạn trái". Khi Atlanta bắt đầu quay trở lại vị trí phía trước San Francisco, tàu khu trục Nhật Bản Akatsuki dùng đèn pha chiếu sáng chiếc tàu tuần dương hạng nhẹ và phóng ngư lôi tấn công. Atlanta chuyển hỏa lực ngắm vào tàu khu trục đối phương, nổ súng ở khoảng cách 1.600 yd (1.500 m).
Khi hai tàu khu trục Nhật Bản cắt ngang phía trước đường đi của nó, Atlanta đối đầu với cả hai bằng các khẩu pháo 5 in (130 mm) phía trước, trong khi các khẩu pháo đuôi tiếp tục bắn vào kẻ chiếu sáng nó. Ngoài ra, một đối thủ khác không nhận diện được cũng nhắm bắn chiếc tàu tuần dương từ hướng Đông Bắc. Vào lúc này, ít nhất một trong các quả ngư lôi của Akatsuki đã đánh trúng vào phòng động cơ phía trước của Atlanta bên mạn phải. Nó bị mất mọi động lực ngoại trừ nguồn điện phát bằng máy phát diesel phụ, làm ngừng mọi khẩu pháo, và phải chuyển việc điều khiển con tàu sang phòng động cơ phía đuôi. Atlanta đã bắn tắt đèn pha của Akatsuki, và cùng với hỏa lực phối hợp trợ giúp từ San Francisco, đã bắn chìm nó với toàn bộ thủy thủ đoàn trên tàu.
Không lâu sau trận đấu pháo tay đôi với Akatsuki, Atlanta bị bắn trúng khoảng 19 phát đạn pháo 8 in (200 mm), khi mà San Francisco, "trong hoàn cảnh khẩn cấp của trận chiến, bóng tối, và sự lẫn lộn xen kẻ giữa ta và địch", đã nả pháo vào nó. Mặc dù đa số các quả đạn pháo đã xuyên qua lớp vỏ mỏng của con tàu mà không kích nổ, chỉ phân tán chất màu xanh lục, mảnh đạn của chúng đã giết hại nhiều người, bao gồm Đô đốc Scott và các thành viên trong ban tham mưu của ông. Atlanta chuẩn bị bắn trả vào đối thủ mới, nhưng ánh sáng đạn pháo của San Francisco cho thấy rõ ràng "kiểu dáng lườn tàu không phải của Nhật" đã đưa đến việc ngừng bắn.
Sau khi các khẩu pháo 8 in (200 mm) ngừng bắn, chỉ huy của Atlanta, Đại tá Jenkins, mặc dù bị thương nhẹ vào chân, vẫn cố chuyển đến tháp chỉ huy phụ để nắm tình hình. Con tàu của ông bị hư hại nặng nề, hầu hết các khoang đã bị mất điện, phần mũi ngập nước và nghiêng nhẹ sang mạn trái, với một phần ba thủy thủ đoàn đã tử trận hay mất tích. Trong khi trận chiến vẫn còn tiếp diễn, chiếc tàu tuần dương hạng nhẹ bắt đầu dọn dẹp các mảnh vỡ, phóng bỏ xuống biển các phần nặng bên trên để chỉnh độ nghiêng, giảm lượng nước tràn vào con tàu và cứu giúp những người bị thương.

#### Bị đánh chìm
Ánh sáng bình minh trình bày cảnh tượng ba tàu khu trục Mỹ đang bốc cháy, chiếc Portland bị bất động, và xác chiếc tàu khu trục Nhật Yudachi bị bỏ lại, được Portland kết liễu bằng ba loạt đạn pháo. Bị trôi dạt về phía bờ biển phía Đông mũi Esperance do quân Nhật chiếm giữ, Atlanta phải thả neo bên mạn phải, và chỉ huy của nó gửi một bức điện cho Portland mô tả tình hình chiếc tàu tuần dương hạng nhẹ. Các xuồng từ Guadalcanal đến để giúp di tản hầu hết những người bị thương nặng; đến giữa buổi sáng, tất cả trong số đó đã rời tàu.
Bobolink đến nơi lúc 09 giờ 30 phút ngày 13 tháng 11, dùng dây cáp kéo Atlanta về phía Lunga Point, vốn gặp khó khăn do theo của chiếc tàu tuần dương vẫn còn được thả. Trong lúc di chuyển, một chiếc "Betty" lảng vảng gần đó, và một trong hai khẩu đội 5 in (130 mm) còn sống sót, được vận hành bằng điện cung cấp bởi một máy phát diesel, nổ súng đánh đuổi. Khẩu kia, vận hành bằng tay, không thể xoay kịp lúc.
Atlanta đến được Kukum vào khoảng 14 giờ 00, khi Đại tá Jenkins hội ý với các sĩ quan còn lại. Sau này khi được trao tặng Huân chương Chữ thập Hải quân do hành động anh dũng trong trận chiến, Đại tá Jenkins đã kể lại rằng: "Giờ đây rõ ràng là mọi nỗ lực để cứu con tàu đều vô ích, và việc ngập nước cứ đều đặn tăng dần." Ngay cả khi có được đầy đủ phương tiện cứu hộ, ông thừa nhận những hư hại nghiêm trọng mà nó gánh chịu khiến khó mà cứu được con tàu. Được sự cho phép của Tư lệnh Lực lượng Nam Thái Bình Dương hành động theo nhận định riêng về việc phá hủy con tàu, Jenkins ra lệnh cho thủy thủ đoàn bỏ Atlanta và đánh đắm chiếc tàu tuần dương bằng một khối chất nổ.
Mọi người ngoại trừ hạm trưởng và một đội phá hoại xuống những chiếc xuồng Higgins được gửi đến từ Guadalcanal cho mục đích này. Sau khi các khối thuốc nổ được cài đặt, những người cuối cùng rời khỏi con tàu. Cuối cùng, lúc 20 giờ 15 phút ngày 13 tháng 11 năm 1942, Atlanta chìm cách 3 nmi (5,6 km) về phía Tây Lunga Point ở độ sâu 180 ft (55 m). Tên của nó được rút khỏi danh sách Đăng bạ Hải quân vào ngày 13 tháng 1 năm 1943.

## Phần thưởng
Atlanta được tặng thưởng năm Ngôi sao Chiến trận do thành tích phục vụ trong Thế chiến II, cùng với danh hiệu Đơn vị Tuyên dương Tổng thống do "gương mẫu anh hùng về tinh thần chiến đấu không thể khuất phục" của nó trong trận chiến ngoài khơi Guadalcanal vào ngày 13 tháng 11 năm 1942.
|  |             |  |
|  | Silver star |  |

| Dãi băng Hoạt động Tác chiến  | Dãi băng Hoạt động Tác chiến                                            | Đơn vị Tuyên Dương Tổng thống                                           | Đơn vị Tuyên Dương Tổng thống        |
| Huân chương Chiến dịch Hoa Kỳ | Huân chương Chiến dịch Châu Á-Thái Bình Dương với 5 Ngôi sao Chiến trận | Huân chương Chiến dịch Châu Á-Thái Bình Dương với 5 Ngôi sao Chiến trận | Huân chương Chiến thắng Thế Chiến II |